# دوسالانه ی داستان کوتاه نارنج

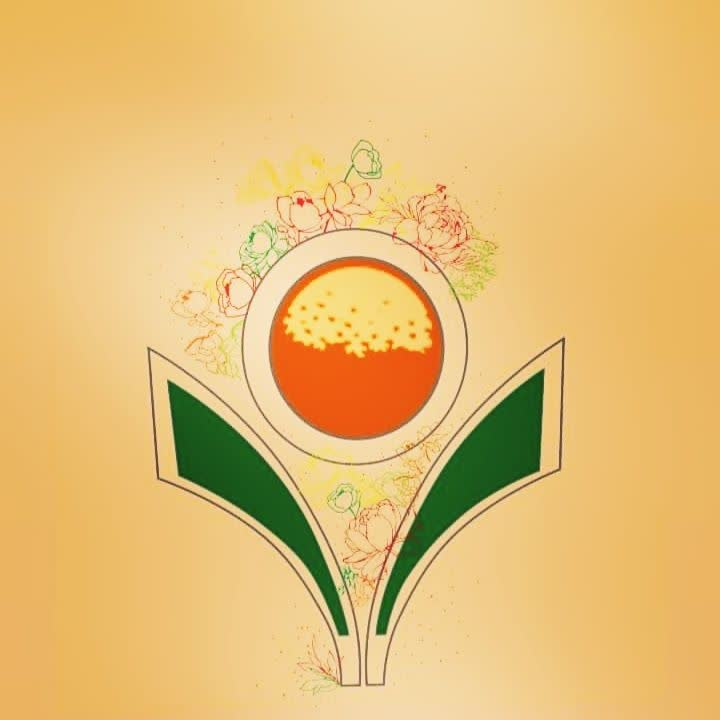

دوسالانه‌ داستان کوتاه نارنج در پاییز سال 1386 با دبیری «احسان شاه‌طاهری» و با رویکردی مستقل از دل کارگاه داستان باران آغاز به کار کرده و پس از یک وقفه‌ سه ساله از سال 1389 به صورت مستمر و هر از دو سال، تا کنون به وسیله موسسه فرهنگی هنری نارنج در حال برگزاری است. 
دبیری این دو سالانه در سال اول بر عهده «احسان شاه‌طاهری»، در دوره دوم تا چهارم بر عهده «سناءالدین فرهنگ» و از دوره‌ پنجم به بعد بر عهده «محمد بادپر» بوده است.
در اهداف اعلام شده از سوی برگزارکنندگان این جایزه ادبی، مواردی هم‌چون کشف نویسندگان جوان، معرفی ظرفیت داستان به شهروندان جهرم، تبدیل شهرستان جهرم به یکی از مراکز داستان‌نویسی، ایجاد زمینه جهت حضور بسیاری از نویسندگان مطرح کشور در شهرستان جهرم، استفاده از هنرمندان رشته‌های دیگر مانند موسیقی و نمایش و هنرهای دیگر، برگزاری نزدیک به ۱۰۰۰ جلسه کارگاه هفتگی داستان، ایجاد زمینه جهت انتشار داستان‌های نویسندگان جهرمی، معرفی داستان‌نویسان جوان و نوپا به ادبیات داستانی کشور ذکر شده است.
نهمین دوره این دوسالانه نیز در حال برگزاری است.

##### ابوتراب خسروی، احمد اکبرپور، بابک طیبی

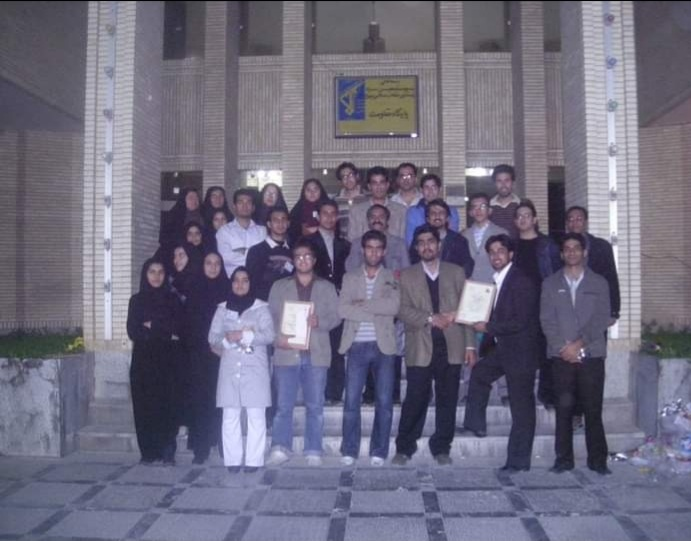

##### احمد آرام، احمد اکبرپور، غلامحسین دهقان

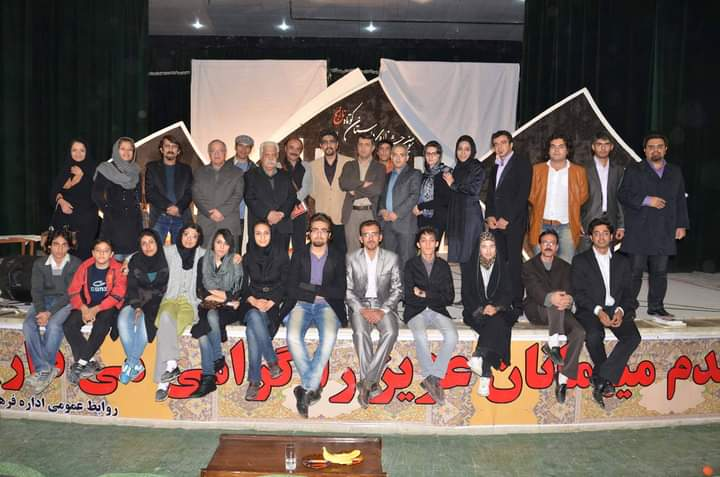

##### ندا کاووسی فر، محمد کشاورز، حسن محمودی، بهاء مرشدی

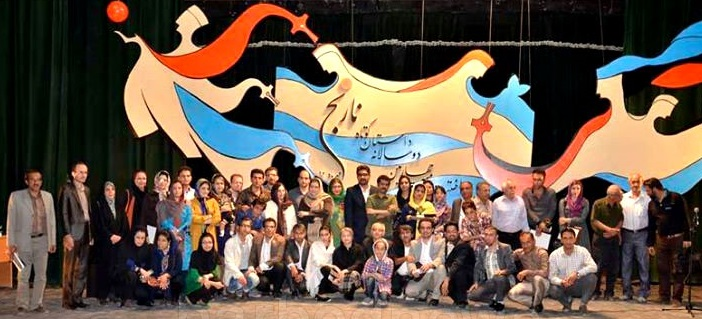

##### غلام‌عباس عبدی، حسن محمودی نجف‌آبادی، غلام‌حسین دهقان

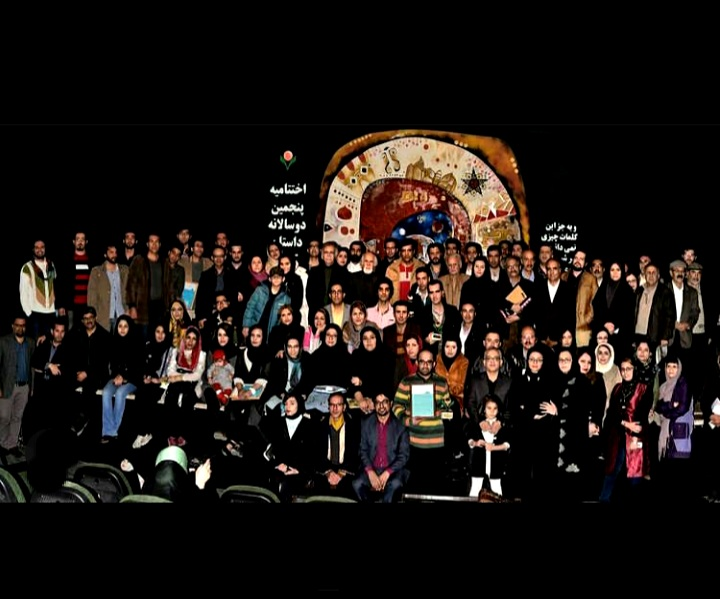

##### فرشته احمدی، محمد حسینی، محمد کشاورز

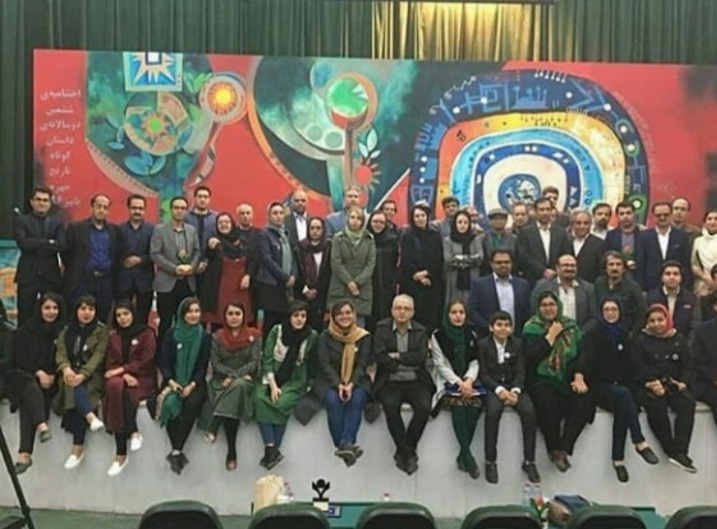

##### امیرحسین خورشیدفر، ابراهیم دم‌شناس، شیوا مقانلو

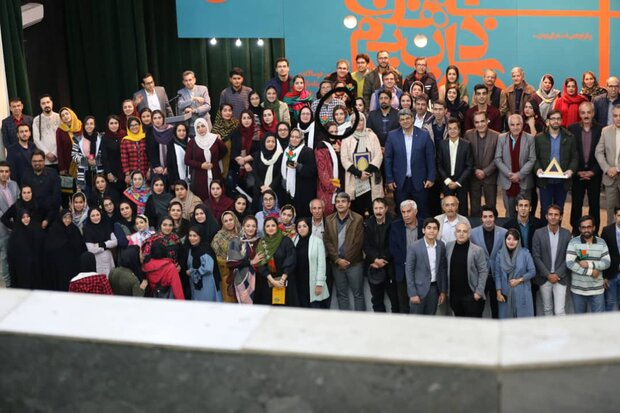

##### داریوش احمدی، عالیه عطایی، شهلا زرلکی

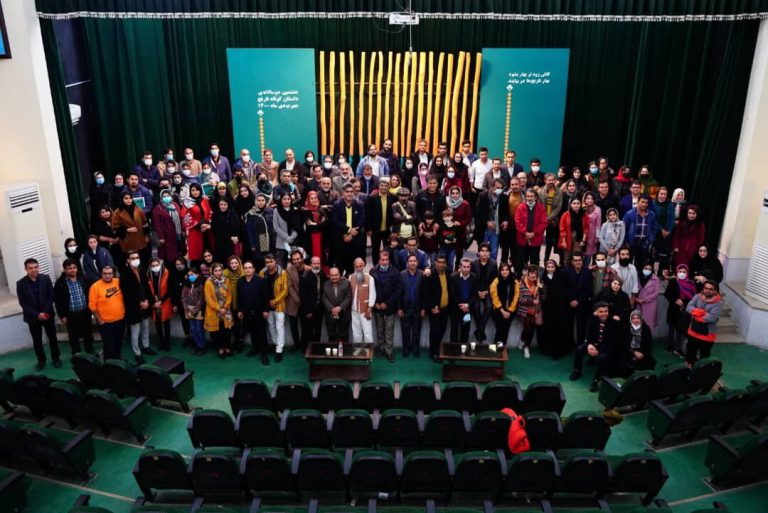

## اولین دوره
| نخستین دوسالانه‌ی داستان کوتاه نارنج – جهرم، پاییز ۱۳۸۶ |                |                |                                          |
| تاریخ اختتامیه                                         | گستره‌ی برگزاری | دبیر           | داوران نهایی                             |
| ۲۹ آذر ۱۳۸۶                                            | استان فارس     | احسان شاه‌طاهری | ابوتراب خسروی ، احمد اکبرپور ، بابک طیبی |

##### برگزیدگان نخستین دوسالانه‌ی داستان کوتاه نارنج
| نام داستان و برگزیدگان | نام داستان و برگزیدگان | از شهرستان | شایستگان تقدیر (بدون ترتیب) | از شهرستان |
| نفر اول                | محمد جواد صفایی        | لامرد      | زهرا کرمی                   | شیراز      |
| نفر دوم                | محمد‌رضا آل‌ابراهیم      | استهبان    | رضا خدایی                   | جهرم       |
| نفر سوم                | مهدی زارع              | مرودشت     | قدرت‌اله لطیف‌پور             | آباده      |
| نفر سوم                | سندی مومنی             | شیراز      | بیژن کیا                    | شیراز      |

## دومین دوره

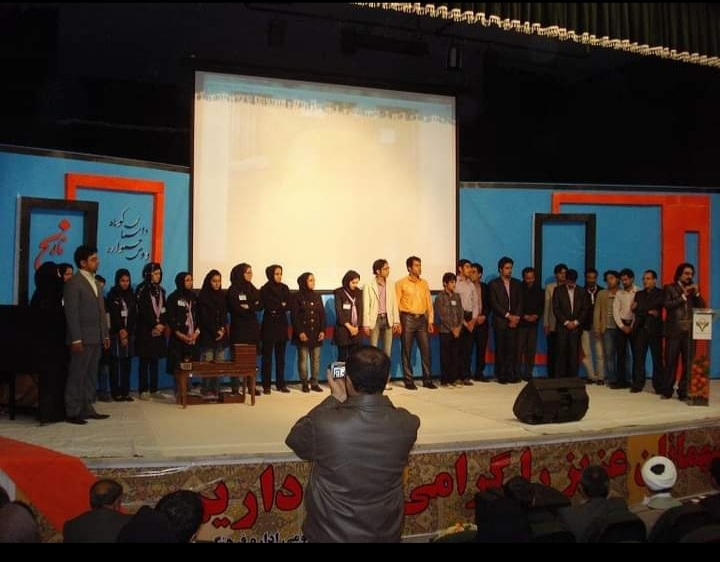

| دومین دوسالانه‌ی داستان کوتاه نارنج – جهرم، پاییز ۱۳۸۹ |                |                      |                                                 |
| تاریخ اختتامیه                                        | گستره‌ی برگزاری | دبیر                 | داوران نهایی                                    |
| ۲۱ بهمن ۱۳۸۹                                          | استان فارس     | سنا فرهنگ محمد بادپر | ابوتراب خسروی، محمد کشاورز، سید احسان شاه طاهری |

##### برگزیدگان بخش دانش‌آموزی دومین دوسالانه‌ی داستان کوتاه نارنج
| نام داستان و برگزیدگان | نام داستان و برگزیدگان             | از شهرستان | شایستگان تقدیر (بدون ترتیب)       | از شهرستان |
| نفر اول                | «لقی» فرناز زارعیان                | جهرم       | «نردبان» نسیبه قادرپور            | خنج        |
| نفر دوم                | «ابر خجالتی» نرجس غضنفرنژاد        | استهبان    | «علیه راجعون» میترا شاه‌کرمی       | کازرون     |
| نفر سوم                | «گنجشک های‌ پیغام‌رسون» پریا باستانی | شیراز      | «کالیپسو الهه‌ی دریاها» سارا معظمی | جهرم       |

##### برگزیدگان بخش دانشجویی دومین دوسالانه‌ی داستان کوتاه نارنج
| نام داستان و برگزیدگان | نام داستان و برگزیدگان      | از شهرستان | شایستگان تقدیر (بدون ترتیب)    | از شهرستان |
| نفر اول                | «راحله» حسین قربانی         | شیراز      | «کولی با شکلات تلخ» زیبا مومنی | جهرم       |
| نفر دوم                | «ویژه» زینب قاسمیان         | جهرم       | «هوو های کاغذی» سمیه قادرپور   | خنج        |
| نفر سوم                | «پیدا می‌شوم» زهرا هنرمندنیا | جهرم       | «مرد درختی» احسان عبدلی        | جهرم       |

##### برگزیدگان بخش آزاد دومین دوسالانه‌ی داستان کوتاه نارنج
| نام داستان و برگزیدگان | نام داستان و برگزیدگان    | از شهرستان | شایستگان تقدیر (بدون ترتیب)         | از شهرستان |
| نفر اول                | «نامه» طاهره علی‌نژادحقیقی | جهرم       | «خنیزی» اعظم پشت‌مشهدی               | بندرعباس   |
| نفر دوم                | «نجات دهنده» لیلابرزگر    | شیراز      | «پالتو … » شهربانو بهجت             | شیراز      |
| نفر سوم                | «اوهام» فرشید فرهمندنیا   | شیراز      | «میوه نارنج درخت سیب» شکرالله کریمی | جهرم       |
| –                      | –                         | –          | «سال به سال قربون پارسال» زهرا کرمی | شیراز      |

## سومین دوره
| سومین دوسالانه‌ی داستان کوتاه نارنج – جهرم، پاییز ۱۳۹۰ |                                       |                      |                                         |
| تاریخ اختتامیه                                        | گستره‌ی برگزاری                        | دبیر                 | داوران نهایی                            |
| ۳ آذر۱۳۹۰                                             | منطقه‌ای (فارس، هرمزگان، بوشهر، کرمان) | سنا فرهنگ محمد بادپر | احمد آرام، احمد اکبرپور، غلامحسین دهقان |

##### برگزیدگان بخش آزاد سومین دوسالانه‌ی داستان کوتاه نارنج
| نام داستان و برگزیدگان | نام داستان و برگزیدگان         | از شهرستان | شایستگان تقدیر (بدون ترتیب)  | از شهرستان |
| نفر اول                | «سفر دریایی» زهره زنگنه        | بوشهر      | «لکه» مرجان درودی            | آبادان     |
| نفر دوم                | «صبح بخیر خاتون» جهانگیر موسوی | شیراز      | «ماهی شکم‌پر» بهزاد نژاداحمدی | خوزستان    |
| نفر سوم                | «کلید» حسین مقدس               | استهبان    | «ایوب» احمد آلبوطاهر         | اهواز      |
| –                      | –                              | –          | «گرگ و میش» محسن افروغ       | حاجی‌آباد   |

##### برگزیدگان بخش جوان سومین دوسالانه‌ی داستان کوتاه نارنج
| نام داستان و برگزیدگان | نام داستان و برگزیدگان       | از شهرستان | شایستگان تقدیر (بدون ترتیب)           | از شهرستان |
| نفر اول                | «کاتوزه» فرناز زارعیان       | جهرم       | «هفت ماهگی» زهرا کاظمی                | جهرم       |
| نفر دوم                | «مرده ریگ» ابوذر قاسمیان     | جهرم       | «بالاخره خودش را کشت» فاطمه گرگین‌نژاد | –          |
| نفر سوم                | «شهر دیوار پلیتی» میلاد ظریف | شیراز      | «بهار» کاظم هلیلی‌موگوئی               | خوزستان    |
|                        |                              |            | «صدا» فریبا شهریاری                   | خنج        |

## چهارمین دوره
| چهارمین دوسالانه‌ی داستان کوتاه نارنج – جهرم، پاییز ۱۳۹۲ |                |                      |                                                    |
| تاریخ اختتامیه                                          | گستره‌ی برگزاری | دبیر                 | داوران نهایی                                       |
| ۲۵ مهر ۱۳۹۲                                             | ملی            | سنا فرهنگ محمد بادپر | ندا کاووسی فر، محمد کشاورز، حسن محمودی، بهاء مرشدی |

##### برگزیدگان چهارمین دوسالانه‌ی داستان کوتاه نارنج
| نام داستان و برگزیدگان | نام داستان و برگزیدگان         | از شهرستان | شایستگان تقدیر                    | از شهرستان |
| نفر اول                | « جنگ و صلح » سروش چیت‌ساز      | تهران      | «شب حصیری» حبیب پیریاری           | اندیمشک    |
| نفر دوم                | « ابراهیم ابراهیم» بهدین اروند | اهواز      | «کلاغ‌ها قشنگ … » اعظم جعفری‌رستگار | همدان      |
| نفر سوم                | «جای خالی» وحید نصیری          | بلژیک      | «سنگ‌های محلی» ابراهیم اسدی        | مشهد       |
| –                      | –                              | –          | «بعد از سال‌ها » ندا چهارگانه      | جهرم       |
| –                      | –                              | –          | «سفال رنگی» آرزو اسلامی           | تبریز      |

## پنجمین دوره
| پنجمین دوسالانه‌ی داستان کوتاه نارنج – جهرم، پاییز ۱۳۹۴ |                |                      |                                                     |
| تاریخ اختتامیه                                         | گستره‌ی برگزاری | دبیر                 | داوران نهایی                                        |
| ۲۶ آذر ۹۴                                              | بین‌المللی      | سنا فرهنگ محمد بادپر | غلام‌عباس عبدی، حسن محمودی نجف‌آبادی ، غلام‌حسین دهقان |

##### برگزیدگان پنجمین دوسالانه‌ی داستان کوتاه نارنج
| نام داستان و برگزیدگان | نام داستان و برگزیدگان           | از شهرستان | شایستگان تقدیر (بدون ترتیب)         | از شهرستان |
| نفر اول                | «بالا ميان برف‌ها» مصطفی میرزایی  | همدان      | «شبيه يك كلارينت» افروز جهاندیده    | جهرم       |
| نفر دوم                | «استاپ ساين» مرضیه ستوده         | کانادا     | «سفیدی برف سفیدی مه» احمد داوری     | لرستان     |
| نفر سوم                | «نام و نام خانوادگی» مرتضی بیاره | اصفهان     | «در انتهای هستی» لاله زارع          | تهران      |
| –                      | –                                | –          | «اسمت را نگو» وحید باقری            | رشت        |
| –                      | –                                | –          | «به گریه‌های ..» مجتبی شول افشارزاده | تهران      |

## ششمین دوره
| ششمین دوسالانه‌ی داستان کوتاه نارنج – جهرم، پاییز ۱۳۹۶ |                |            |                                        |
| تاریخ اختتامیه                                        | گستره‌ی برگزاری | دبیر       | داوران نهایی                           |
| ۲۹ آذر ۱۳۹۶                                           | بین‌المللی      | محمد بادپر | فرشته احمدی ، محمد حسینی ، محمد کشاورز |

##### برگزیدگان ششمین دوسالانه‌ی داستان کوتاه نارنج
| نام داستان و برگزیدگان | نام داستان و برگزیدگان         | از شهرستان | شایستگان تقدیر (بدون ترتیب)     | از شهرستان |
| نفر اول                | «در شب گم می‌شویم» پیمان برومند | شیراز      | «در حال محو شدن» مسعود کبگانیان | بندر گناوه |
| نفر دوم                | «سانگالا» حسین لعل‌بذری         | مشهد       | «ما چند نفر» سمانه فرهادی       | تهران      |
| نفر سوم                | «طعم تلخ آب‌ نبات» فاطمه اندیشه | تهران      | «سیاهی یك لشكر» لیلا حکمت‌نیا    | تهران      |
| –                      | –                              | –          | «راپورت» معصومه قدردان          | اسفراین    |

## هفتمین دوره
| هفتمین دوسالانه‌ی داستان کوتاه نارنج – جهرم، پاییز ۱۳۹۸ |                |            |                                                  |
| تاریخ اختتامیه                                         | گستره‌ی برگزاری | دبیر       | داوران نهایی                                     |
| ۲۸ آذر ۱۳۹۸                                            | بین‌المللی      | محمد بادپر | امیرحسین خورشیدفر ، ابراهیم دم‌شناس ، شیوا مقانلو |

##### برگزیدگان هفتمین دوسالانه‌ی داستان کوتاه نارنج
| نام داستان و برگزیدگان | نام داستان و برگزیدگان       | از شهرستان | شایستگان تقدیر ( بدون ترتیب) | از شهرستان |
| نفر اول                | “خیانت داخلی” محمدرضا امانی  | مشهد       | “آب‌سپاری” امین رفیعی         | مرودشت     |
| نفر دوم                | “گمانه‌زنی…” میثم خالدیان     | دزفول      | “مرز آخر” نسیم سهیلی         | مشهد       |
| نفر سوم                | “ماهک درخت‌نشین” حبیب پیریاری | کرج        | “در فاصله‌ای…” سولماز اسدی    | سوئد       |
| –                      | –                            | –          | مسعود ریاحی                  | تهران      |

## هشتمین دوره
| هشتمین دوسالانه‌ی داستان کوتاه نارنج – جهرم، پاییز 1400 |                |            |                                        |
| تاریخ اختتامیه                                         | گستره‌ی برگزاری | دبیر       | داوران نهایی                           |
| ۹ دی ۱۴۰۰                                              | بین‌المللی      | محمد بادپر | داریوش احمدی، عالیه عطایی ، شهلا زرلکی |

##### برگزیدگان هشتمین دوسالانه‌ی داستان کوتاه نارنج
| نام داستان و برگزیدگان | نام داستان و برگزیدگان | از شهرستان | شایستگان تقدیر (بدون ترتیب)           | از شهرستان |
| نفر اول                | «صبح نخستین» مونا کرمی | کرمانشاه   | «گل یا پوچ» محمود اشرف‌زارعی           | کرج        |
| نفر دوم                | «نابویی» غزل راکی      | اصفهان     | «دو سرباز و یک پوکه.. » آرش ذوالفقاری | سنندج      |
| نفر سوم                | «پیچازی» هامون حجار    | تهران      | «آواز لیلما» مینا عارفی‌دوست           | گیلان      |

## نهمین دوره
| نهمین دوسالانه‌ی داستان کوتاه نارنج – جهرم، پاییز 1402 |                |            |                                       |
| تاریخ اختتامیه                                        | گستره‌ی برگزاری | دبیر       | داوران نهایی                          |
| 7 دی ۱۴۰                                              | بین‌المللی      | محمد بادپر | آذردخت بهرامی،محمد طلوعی، آرش اذرپناه |

برگزیدگان نهمین دوسالانه‌ی داستان کوتاه نارنج
| نام داستان و برگزیدگان | نام داستان و برگزیدگان                         | از شهرستان | شایستگان تقدیر                       | از شهرستان |
| نفر اول                | «آمبولانس صورتی» اسماعیل سالاری                | رشت        | «ماندنی» آیدا پالیزگر                | کرج        |
| نفر دوم                | «سیرخون» علی جلائی                             | تهران      | «سایه نخل مرده بود» زهرا علی‌اکبری    | تهران      |
| نفر سوم                | «مورچه زرد ، مورچه سرخ، مورچه سیاه» عباس سعیدی | اهواز      | « آخرین روز خانم معنوی» مطهره هدایتی | تهران      |
|                        |                                                |            |                                      |            |